# 旧川ふるさと公園
旧川ふるさと公園（きゅうかわふるさとこうえん）は、埼玉県加須市伊賀袋にある都市公園（地区公園）である。

## 概要
ふるさと創生事業の一環として整備され、1993年（平成5年）5月に開園した。加須市北川辺地域のほぼすべての河川・水路が流下してくる旧川に面した水辺の環境を活用し1.9haの敷地に設置されている。公園内では旧川からの水を引水し、水質浄化施設にて浄化後、公園敷地内に設けられている小川に浄化水を流下させている。この浄化水は公園内を流下したのち再び旧川へと戻されている。

## 施設
- ふれあい橋
- 芝生自由広場
- 遊技広場
- 四季の森
- ピクニック広場
- ふれあいの山
- 壁画
- 修景池
- アヤメ園
- 水生植物園
- 水質浄化モデル施設
- 時計塔
- 管理棟
- 駐車場
- トイレ

## 交通
- 東武日光線新古河駅より距離約2km。
- 東武日光線柳生駅より距離約4km。

## 周辺
- 旧川
- 利根川
- 浅間神社
- あやめの里
- 養魚場
- 東武日光線
- 渡良瀬川